# Bánk bán
Bánk bán es una ópera en tres actos con música de Ferenc Erkel y libreto en húngaro de Béni Egressy, basado en una tragedia de József Katona. Se estrenó en el Teatro Nacional de Pest el 9 de marzo de 1861.
En las estadísticas de Operabase Archivado el 14 de mayo de 2017 en Wayback Machine. aparece con sólo nueve representaciones en el período 2005-2010, y la primera es de Ferenc Erkel.